# Путешествие Карла I из Оксфорда в Ньюарк

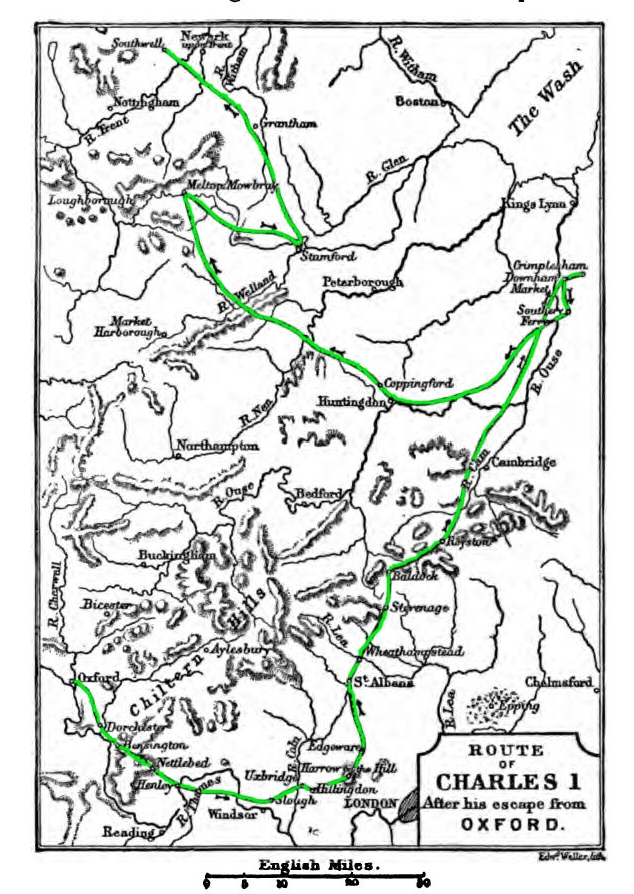
Маршрут карла I после побега из Оксфорда.

Английский король Карл I покинул Оксфорд 27 апреля 1646 года и отправился окольным путем через удерживаемую его врагом территорию, чтобы 5 мая 1646 года прибыть в лагерь шотландской армии недалеко от Ньюарк-он-Трент. Он предпринял это путешествие из-за поражения роялистов, чья столица во время первой гражданской войны Оксфорд готовилась к сдаче парламентской армии нового образца. Монарх был в контакте с различными партиями, которые выставляли против него армии в поисках политического компромисса. В конце апреля он думал, что шотландская пресвитерианская партия предлагает ему наиболее приемлемые условия, и чтобы заручиться их защитой и заключить соглашение он отправился к ближайшей их армии, которая осаждала удерживаемый роялистами город Ньюарк. Как только он прибыл туда, его поместили под строгую охрану в Келхэм-Хаус.

## Предыстория
Ближе к концу Первой гражданской войны в Англии Карл I продолжал контактировать с противостоявшими ему партиями, надеясь разделить их и получить в политическом плане то, что он проигрывал в военном отношении.
Когда казалось вероятным, что роялисты проиграют, бывшие союзниками английских сторонников парламента шотландцы обратились к первому министру Франции кардиналу Мазарини за помощью в сохранении Карла в качестве короля, но на приемлемых для них условиях. В ответ Мазарини назначил Жана де Монтрея французским резидентом в Шотландии. Он должен был действовать как посредник, и при этом информировать кардинала о политических махинациях различных сторон в гражданской войне.
Монтрей прибыл в Лондон в августе 1645 г. Оказавшись там, он начал диалог с английскими пресвитерианами, такими как Граф Холланд Генри Рич, которые симпатизировали единоверцам из Шотландии и формально объединились с круглоголовыми через Торжественную лигу и Ковенант. Но это не понравилось непресвитерианским круглоголовым, вроде Оливера Кромвеля и другим религиозным независимым деятелям. В Лондоне находились шотландские уполномоченные, которые присматривали за шотландскими интересами в союзе, и в ходе переговоров с ними и английскими пресвитерианами возникла мысль, что если Карл I поставит себя под защиту шотландской армии, то пресвитерианская партия сможет продвинуть свои интересы.
Монтрёй стремился добиться самых умеренных условий от шотландских уполномоченных Комитета Обоих королевств, большинство из которых обычно находилось в Лондоне, на которые они могли бы принять Карла: принять три предложения о церкви, ополчении и Ирландии, и подписать ковенант. Если бы Стюарт принял эти условия, они ходатайствовали-бы перед английским парламентом и изгнали бы только пять или шесть видных роялистов. Монтрей сказал сэру Роберту Морею, который был делегирован исполнять обязанности лорда-канцлера Шотландии графа Лаудона Джона Кэпмбелла в его отсутствие в Лондоне и продолжал оставаться его делегатом по его возвращении, что монарх не примет эти условия; 16 марта он получил изменённое шотландское предложение от сэра Роберта Морея, в котором шотландцы вместо этого удовлетворились бы обещанием принять церковное урегулирование, которое уже было сделано английским и шотландским парламентами, и что Стюарт должен был выразить общее согласие с ковенантом в письмах к двум парламентам, в которых он принял-бы церковное урегулирование.
Однако поздний викторианский историк С. Р. Гардинер предполагал, что Монтрей не полностью понимал Карла Стюарта. По его мнению монарх мог пообещать что угодно при условии, что формулировка может быть истолкована им таким образом, что он сможет игнорировать её в будущем, и, следовательно, тот на данном этапе никогда не согласится на недвусмысленный юридический договор.
17 марта Монтрей отправился в штаб-квартиру короля в Оксфорде. Наряду с предложением он передал сведения о том, что английские пресвитериане выставят армию из 25 тыс. человек для поддержки шотландцев, если независимые в армии новой модели попытаются воспрепятствовать примирению.
Гардинер писал:
У Карла всегда была привычка встречать трудности четкими фразами, а не быстрым признанием важности неприятных фактов.
С тех пор как он получил сообщение Монтрея, шотландцы оказались у него в немилости, и 23 марта, после получения плохих новостей о поражении последней полевой армии роялистов в битве при Стоу-он-Уолд, он направил запрос в английский парламент о разрешении вернуться в Вестминстер при том понимании, что должен быть принят акт забвения и отменены все секвестры. Даже если бы это предложение было принято, то основные достижения его противников должны были быть отброшены в сторону,. Это предложение было отвергнуто английским парламентом и шотландцами. Все, чего Карл добился этим предложением — примирить противостоящие ему фракции, что помешало его тактике разделения.
27 марта Монтрей от имени короля потребовал от шотландцев ответа. Они сообщили ему, что не примут условия Карла, но — ничего не записывая — если он сдастся шотландской армии, они защитят его честь и совесть.
1 апреля Монтрей написал королю, и они обменялись письмами. Французский агент пообещал:
Я обещаю от имени короля и королевы-регента (моего хозяина и госпожи) и в силу полномочий, полученных от их величеств, что, если король Великобритании вступит в армию шотландцев, он будет там принят как их естественный суверен, и что он будет с ними со всей свободой своей совести и чести; и что все его подданные и слуги, которые будут там с ним, будут надёжно и достойно защищены лично; и что упомянутые шотландцы действительно и действенно присоединятся к упомянутому королю Великобритании, а также примут всех лиц, которые прибудут к нему, и присоединятся к ним для сохранения его величества, и что они будут защищать всю партию его величества до в меру своих сил, так как его величество прикажет всем, кто находится в его подчинении, сделать то же самое с ними; и что они должны использовать свои армии и силы, чтобы помочь его величеству в обеспечении счастливого и прочного мира на благо его величества и его названных королевств, а также для восстановления справедливых прав его величества. В удостоверение чего я приложил свою руку и поставил печать 1 апреля 1646 года.
De Montcreul, Résident pour sa majestéetris très-Chrétienne en Ecosse.
Монарх пообещал не брать с собой спутников, кроме двух своих племянников и Джона Эшбернэма..
Что касается церковного управления ... как я уже сказал, я снова обещаю, что, как только я приду в армию шотландцев, я буду очень готов получить инструкции относительно пресвитерианского управления, после чего они увидят, что я буду постарайтесь удовлетворить их во всем, что не будет против моей совести.

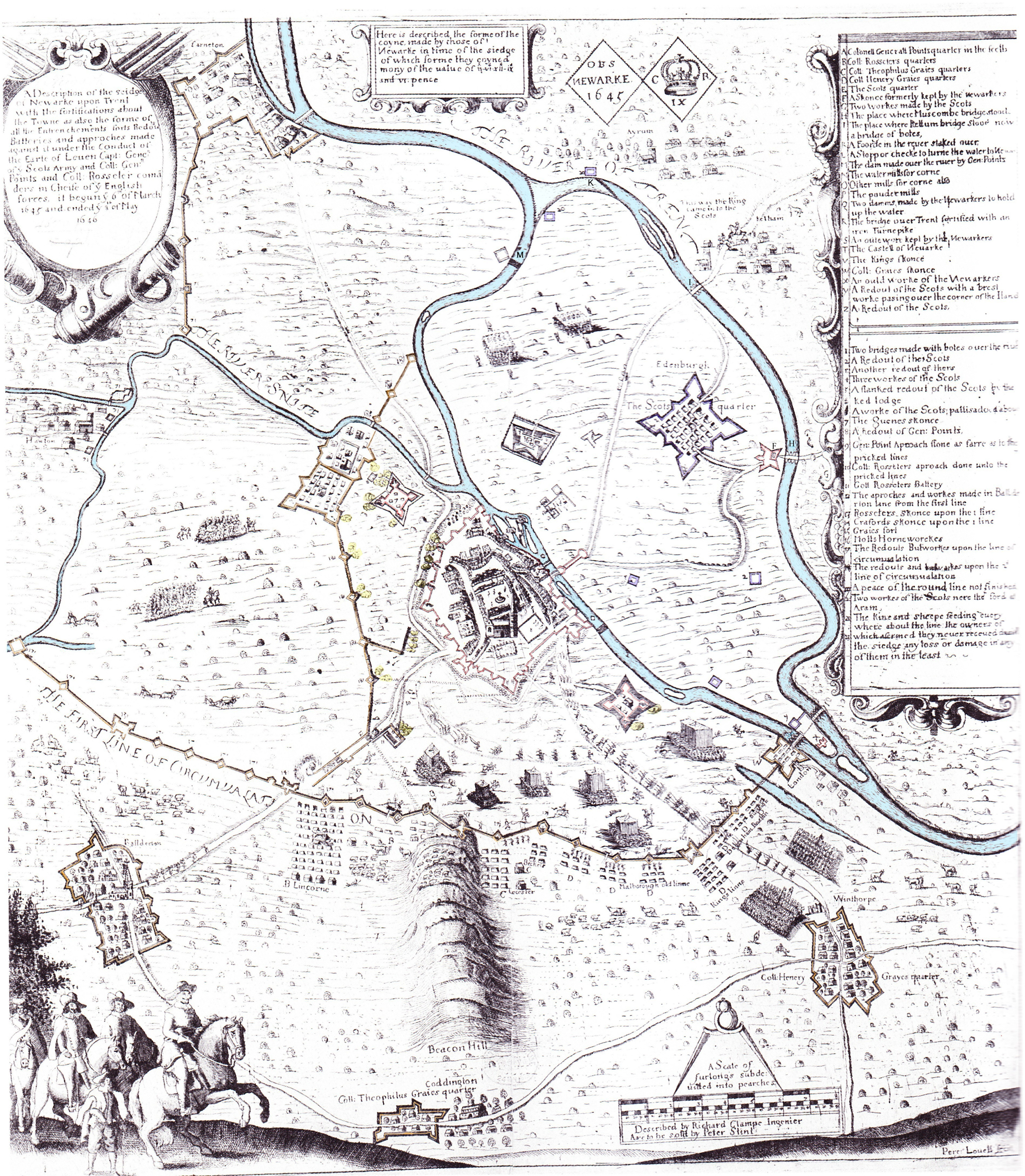
План оборонительных укреплений роялистов вокруг Ньюарк-он-Трент; английские парламентские и шотландские обходные линии и их укрепленные лагеря; при осаде Ньюарка в 1646 г.

3 апреля Монтрей уехал из Лондона в Саутуэлл (деревня недалеко от лагеря шотландской армии, которая вместе с контингентом Армии Новой Модели осаждала Ньюарк-на-Тренте), прибыв в гостиницу King’s Arms Inn (теперь Голова Сарацина) с поручением Стюарта договориться об условиях. Монтрей поселился в большой квартире гостиницы слева от ворот, в то время как шотландцы, возможно, по наущению парламентария Эдварда Кладда, сделали дворец своей штаб-квартирой. Французский агент описывается Кларендоном как молодой джентльмен, весьма достойный оказанному ему доверием и не склонный к тому, чтобы его использовали для обычного притворства и обмана. Посетив комиссаров, он обнаружил, что они явно довольны тем, что король желает приехать к ним, и составил документ, который они одобрили, заверив короля в полной защите и помощи. Должны были быть приняты меры, чтобы шотландская лошадь приняла Чарльза в Харборо, но, не будучи уверенным в соблюдении договора, Чарльз попросил доктора Майкла Хадсона (капеллан, а во время войны военный разведчик) пойти вместо него.
Хадсон отправился в Харборо и, не обнаружив там войск, направился в Саутвелл, где Монтрей сказал ему, что шотландцы опасаются вызвать ревность у парламента. В безнадежном настроении и без вестей, за исключением того, что шотландцы пообещали послать отряд лошадей в Бертон-он-Трент, Хадсон вернулся в Оксфорд, где с нетерпением ждали новых писем из Монтрея. В одном из них, датированном Саутвеллом 10 апреля, упоминалось:
Они говорят мне, что сделают больше, чем можно выразить словами, но пусть его величество не надеется на большее, чем я посылаю ему известие, чтобы он не был обманут и позволил принять правильные меры, ибо предприятие, несомненно, полно опасностей.
Сопровождавший Стюарта Эшбернэм писал в письме, что тот чувствовал, что не может удержаться от попыток связаться с шотландцами. Карл объяснил мотивы, которыми он был воодушевлен, в письме к маркизу Ормонду, в котором он заявил, что, безрезультатно отправив много милостивых посланий в парламент он получил очень хорошую гарантию, что он и его друзья будут в безопасности с шотландцами, которые будут помогать своими силами в обеспечении мира. Это письмо датировано 13 апреля 1646 года; 25 апреля от Монтрея было получено письмо, в котором говорилось, что теперь расположение шотландских командиров — это все, чего можно желать. Король тайно уехал 26 апреля в сопровождении только Джона Эшбернема и Майкла Хадсона, последний был знаком со страной и мог провести небольшую вечеринку самым безопасным путем.

## Путешествие

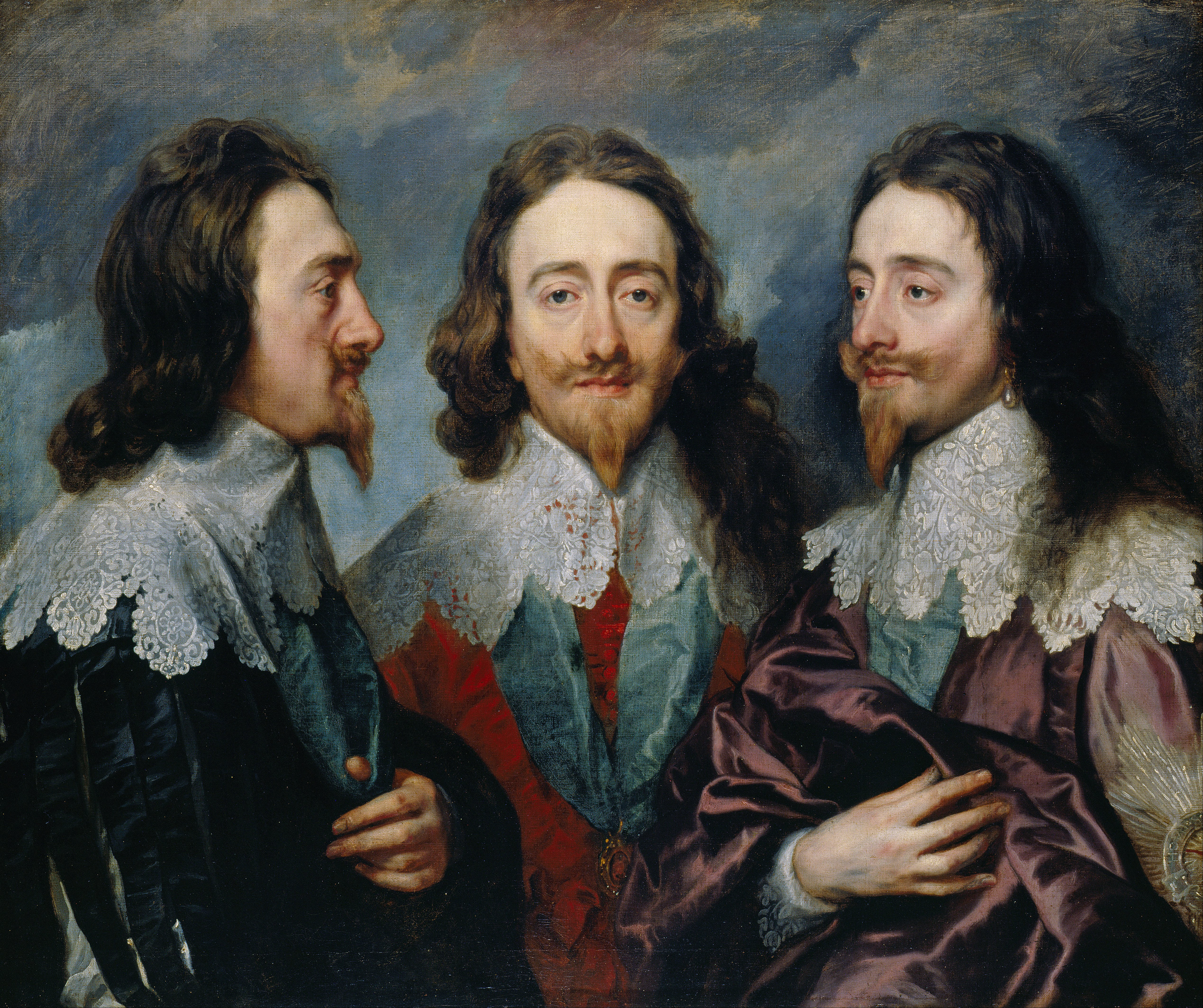
Карл I с трёх сторон, 1635-36

В полночь 27 апреля Карл пришел с герцогом Ричмондом Джеймсом Стюартом в квартиру Эшбернхэма. Ножницами были подстрижены локоны и локоны короля, а кончик его бороды был обрезан, так что он больше не был похож на человека с картины Антониса ван Дейка.
Хадсон убедил короля, что невозможно напрямую проехать из Оксфорда в шотландский лагерь за пределами Ньюарк-на-Тренте, и что лучше пойти окольным путем: сначала в сторону Лондона, а затем на северо-восток, прежде чем повернуть на северо-запад в сторону Ньюарка. В качестве прикрытия путешествия у Хадсона был старый пропуск для капитана, который якобы должен был отправиться в Лондон, чтобы решить вопрос о возврате своего конфискованного имения за выкуп. Одетый в алый плащ Хадсон изображал военного знаменосца.
В 2 часа ночи Хадсон отправился к губернатору Оксфорда сэру Томасу Глемхэму, который принес ключи от ворот. Часы пробили три, когда они пересекли мост Магдалины. Когда они приблизились к началу лондонской дороги, губернатор попрощался со словами: «Прощай, Гарри» — ибо на это имя теперь должен был откликнуться Карл, который переоделся в слугу Эшбернэма, надев шапку монтеро и взяв сумку для плаща.
Карл всё ещё надеялся получить известия от партий в Лондоне, которые были бы готовы вести переговоры с ним, но с той стороны ничего не было слышно. Прибыв в деревню Хиллингдон недалеко от Аксбриджа, группа провела в гостинице несколько часов, обсуждая дальнейший курс. Рассматривались три варианта: отправиться в Лондон (что было исключено, потому что оттуда не было вестей), отправиться на север к шотландцам или отправиться в порт и искать корабль для поездки на континент. Они решили направиться в сторону Кингс-Линн в Норфолке, куда, если было трудно добраться или если не было доступных кораблей, шотландский вариант все ещё оставался открытым.
Они прошли через четырнадцать вражеских гарнизонов, и, пытаясь избежать обнаружения, совершили множество побегов.
30 апреля Карл и Эшбернэм решили остановиться на рынке Даунем в Норфолке, а Хадсон отправился завершить приготовления в Саутуэлле. В своем заявлении в парламенте Хадсон сказал: «Дело было завершено, и я вернулся с согласия шотландских уполномоченных к королю, которого я нашел у знака Белого лебедя в Даунеме. Я рассказал обо всем его величеству и он решил на следующее утро пойти к ним». Позже при рассмотрении английским парламентом Хадсон изложил содержание бумаги (написанной Монтреем по-французски, потому что шотландцы не записывали свои условия):

1. Что они должны защитить короля в его лице и в его чести.
2. Что они должны настаивать на том, чтобы король не делал ничего против его совести.
3. Что мы с мистером Эшбернемом должны быть защищены.
4. Что, если парламент по сообщению короля откажется восстановить права и прерогативы короля, они должны выступить за короля и взять всех друзей короля под свою защиту.

Гардинер делает несколько замечаний по поводу этого шотландского предложения. Во-первых, шотландцы стремились физически завладеть Карлом, и их формулировка была на грани того, с чем они были готовы согласиться. Однако маловероятно, что шотландцы осознавали, насколько сильно Карл не любил пресвитерианство (из-за его уверенности в том, что от «отсутствия епископов» до «отсутствия короля»), был всего лишь маленький шаг) и что, хотя 23 марта он обещал, что согласится на пресвитерианскую церковь, он всегда мог прибегнуть к формулировке «вопреки своей совести», когда позже настаивал на этом вопросе. Не изложив свои условия в письменной форме, фраза в четвёртом термине «при отправке сообщения» могла неправильно толковаться, ибо король мог отправить любое сообщение (Гардинер приводит пример «В Оксфорде шел дождь»), а затем потребовать шотландской вооруженной поддержки. Более вероятно, что шотландцы имели в виду «послание», содержащее термины, которые они ранее обсуждали со Стюартом, о том, что пресвитерианская церковь становится официальной церковью в обоих королевствах.
Прежде чем снова отправиться в путь, было сочтено необходимым изменить уже известную республиканцам маскировку. Карл переоделся в одежду священника и, будучи назван «доктором», должен был сойти за наставника Хадсона.
Небольшая группа вечером 3 мая прибыла в Стэмфорд, Линкольншир, остановившись у олдермена Ричарда Вольфа. Стюарт и двое его товарищей ушли оттуда с 22:00 до полуночи 4 мая. Путешествуя всю ночь, они направились к Аллингтону и пересекли Трент в Готэме.
Рано утром 5 мая 1646 года король добрался до гостиницы King’s Arms Inn в Саутвелле, где все ещё жил Монтрей. Стюарт оставался там утром и уходил после обеда. Его прибытие вызвало переполох, и среди тех, кто посетил его, был граф Лотиан Уильям Керр. Лотиан выразил удивление по поводу «условий», которые, как думал Карл, он получил до своего прибытия, и отверг их, добавив, что они не могут нести ответственность за то, на что могли согласиться их уполномоченные в Лондоне. Лотиан предъявил королю ряд требований: сдать Ньюарк, подписание соглашения и установление пресвитерианства в Англии и Ирландии, а также приказать командующего шотландской полевой армией роялистов маркизу Монтрозу Джеймсу Грэму сложить оружие. Карл отклонил все просьбы и ответил: «Тот, кто сделал вас графом, сделал Джеймса Грэма маркизом».
Среди других, кто прибыл в гостиницу, были двое шотландских комиссаров, которые остались и пообедали с королем, который после обеда отправился через Аптон по мосту Келхэм в штаб-квартиру генерала Дэвида Лесли.
Генерал Дэвид Лесли командовал шотландской армией, осаждавшей Ньюарк, потому что граф Левен Александр Лесли, уехал в Ньюкасл-апон-Тайн. Когда Стюарт предстал перед генералом Лесли (его штаб располагался в большом укрепленном лагере, получившем название Эдинбург), шотландский генерал выразил величайшее изумление, потому что, как объяснил Дизраэли:
Дело велось с такой осторожностью и секретностью комиссарами шотландских штабов, которые имели сношения с Монтреем, что казалось неясным, были ли вообще шотландцы под командованием генерала Левена соучастниками со своими комиссарами.
Было это правдой или нет, но шотландцы упорно утверждали, что прибытие Карла в их штаб было совершенно неожиданным. Первое письмо по этому поводу было адресовано английским уполномоченным в Ньюарке, в котором они сказали, что считают своим долгом сообщить им, что в то утро король прибыл в их армию, который, по их словам, «неожиданно настиг нас, наполнил нас изумлением, и сделал нас подобными мечтающим людям». Их следующее письмо по этому поводу было адресовано Комитету обоих королевств в Лондоне, и в нём они подтверждали, что
Король прибыл вчера в нашу армию таким скрытным образом, что, после того как мы начали его поиски на основании предположений некоторых лиц, которые притворялись, что знают его лицо, все же мы не смогли найти его ни в одном доме. И мы полагаем, что ваши светлости решат, что это было для нас большим удивлением, поскольку мы не ожидали, что он окажется в какой-либо сфере нашей власти.
У. Д. Гамильтон придерживался мнения, что ответ короля в Саутуэлле лорду Лотиану решил вопрос о его статусе: «Он больше не считался гостем месье Монтрея, а был их пленником»; и когда беседа с Дэвидом Лесли подошла к концу, короля сопроводили в Келхэм-Хаус, где он должен был жить, оставаясь с шотландской армией в Ньюарке.

## Последствия
В Келхэм-Хаусе за Карлом внимательно наблюдала охрана, удостоившаяся имени «почетный караул», в то время как проходили переговоры с парламентом и шли переговоры между английским и шотландским комиссарами, которые встретились для этой цели в полях между Келхэмом и Фарндоном в районе Фарингдон. Монтрей, Эшбернэм и Хадсон все ещё были там, и, судя по рассказу Эшбернэма, король счёл благоразумным попробовать провести переговоры. Эшбернэм говорил, что «король, осознавая свои трудности, повернул свои мысли в другую сторону и решил прийти к англичанам, если можно будет договориться об условиях».
Эшбернэм назначил переговорщиками губернатора Ньюарка лорда Беласиза и члена парламента от Ноттингема Фрэнсиса Пьерпона, попросив их связаться с ним. Но в ходе беседы с Беласисом после сдачи Ньюарка тот сообщил, что Пьерпон отказался от участия в переговорах из-за неприятия парламентом сопровождавшей короля шотландской армии.
Если бы Эшбернэму удалось добиться успеха в переговорах в Келхеме, изменился-бы весь ход дальнейших событий. Как бы то ни было, шотландцы прочно удерживали короля (в записях Палаты лордов есть документ с подписями восьми дворян, которые слышали о том, как ревниво следят за королем и протестовали против «строгой охраны, которую шотландская армия держит вокруг дома, где тогда находился король», никому позволяя иметь доступ к нему без их разрешения).

## Вторичная литература
- Bickley, Augustus Charles. Hudson, Michael // Dictionary of National Biography (англ.). — London: Smith, Elder & Co, 1891. — Vol. 28. — P. 151–153.
- Chapter 5 , Cassell's Illustrated History of England, vol. 3, 1865
- Cranfield, Nicholas W. S. (2004), Hudson, Michael (1605–1648), Oxford Dictionary of National Biography (online ed.), Oxford University Press